# Η-Meson
Das η-Meson (Eta-Meson) und das η′-Meson (lies: „Eta-Strich-Meson“) sind Mesonen. Sie unterliegen der starken Wechselwirkung und gehören damit zu den Hadronen.

## Beschreibung
Im Quarkmodell sind η und η′ eine Mischung der drei Quark-Antiquark-Zustände uu, dd und ss der Up-, Down- und Strange-Quarks. Beide Zustände η und η′ haben eine Hyperladung {\displaystyle Y=0} sowie einen Isospin {\displaystyle I=0} und stehen im Multiplett der pseudoskalaren Mesonen an der gleichen Stelle wie das neutrale Pion {\displaystyle \pi ^{0}}.
Die drei zueinander orthogonalen Linearkombinationen der o. g. Quark-Antiquark-Zustände werden dabei wie folgt identifiziert:
{\displaystyle (u{\bar {u}}-d{\bar {d}})/{\sqrt {2}}}              mit dem {\displaystyle \pi ^{0}}-Meson
{\displaystyle (u{\bar {u}}+d{\bar {d}}-2s{\bar {s}})/{\sqrt {6}}} mit {\displaystyle \eta _{8}}, einem η-Zustand im {\displaystyle SU(3)\otimes SU({\bar {3}})}-Oktett
{\displaystyle (u{\bar {u}}+d{\bar {d}}+s{\bar {s}})/{\sqrt {3}}} mit {\displaystyle \eta _{1}}, einem η-Zustand im {\displaystyle SU(3)\otimes SU({\bar {3}})}-Singulett.
Die physikalischen (Massen-)Zustände η und η′ ergeben sich wiederum als Linearkombinationen von η8 und η1:
{\displaystyle \left({\begin{array}{cc}\cos \theta _{\mathrm {P} }&-\sin \theta _{\mathrm {P} }\\\sin \theta _{\mathrm {P} }&\cos \theta _{\mathrm {P} }\end{array}}\right)\left({\begin{array}{c}\eta _{8}\\\eta _{1}\end{array}}\right)=\left({\begin{array}{c}\eta \\\eta '\end{array}}\right).}
Der so eingeführte Mischungswinkel {\displaystyle \theta _{P}} hat einen experimentellen Wert, der stark modellabhängig ist und zwischen −10° und −20° liegt. Das η-Meson entspricht demnach fast dem Oktett-Zustand η8, mit einer Beimischung von wenigen Prozent des Singulett-Zustands η1; beim η′-Meson ist es entsprechend umgekehrt:
{\displaystyle \eta \approx \eta _{8}}
{\displaystyle \eta '\approx \eta _{1}}.
Das η-Meson wurde zuerst im Jahre 1961 am Lawrence Radiation Laboratory in Pion-Deuteron-Reaktionen nachgewiesen.
Bei den Flavours Charm und Bottomness treten ebenfalls pseudoskalare Mesonen auf, die wegen der großen Masse des c- und des b-Quarks aber nur wenig mit den leichten Quarkzuständen mischen. Das ηc und das ηb sind deshalb praktisch reine Quarkonium-Zustände cc bzw. bb.

### Zerfallskanäle
Das η-Meson kann über verschiedene Kanäle zerfallen; am häufigsten sind der Zerfall in drei Pionen (π+π−π0 oder 3 π0) mit rund 55 % und der Zerfall in zwei Photonen mit 39 %. Der Zerfall in zwei Pionen ist verboten, weil er die Parität und auch die CP-Invarianz verletzen würde.
Die Hauptzerfallskanäle des η′ sind mit einem Anteil von rund 65 % der Zerfall in ein η-Meson und zwei Pionen (π+π−η oder π0π0η) und mit insgesamt 29 % der Zerfall in ρ0γ oder π+π−γ.